# Ann Widdecombe
Ann Noreen Widdecombe (ur. 4 października 1947 w Bath) – brytyjska polityk i pisarka, w latach 1987–2010 posłanka do Izby Gmin, minister w gabinecie cieni, posłanka do Parlamentu Europejskiego IX kadencji.

## Życiorys
Absolwentka łaciny na Uniwersytecie w Birmingham. Ukończyła następnie studia z zakresu politologii, filozofii i ekonomii w Lady Margaret Hall wchodzącym w skład Uniwersytetu Oksfordzkiego. Na początku lat 70. była sekretarzem i skarbnikiem organizacji Oxford Union. W latach 1973–1975 pracowała w marketingu koncernu Unilever, następnie do 1987 w administracji Uniwersytetu Londyńskiego.
Zaangażowała się w działalność polityczną w ramach Partii Konserwatywnej. W latach 1976–1978 była radną dystryktu Runnymede. W 1979 i 1983 bezskutecznie kandydowała do niższej izby brytyjskiego parlamentu. Mandat deputowanej do Izby Gmin uzyskała w 1987. Czterokrotnie z powodzeniem ubiegała się o reelekcję, pełniąc funkcję posłanki do 2010. Reprezentowała okręg Maidstone, a następnie okręg Maidstone and The Weald. Zajmowała niższe stanowiska rządowe – parlamentarnego podsekretarza stanu do spraw zabezpieczenia społecznego (1990–1993) i zatrudnienia (1993–1994), następnie ministra stanu w departamentach zatrudnienia (1994–1995) i spraw wewnętrznych (1995–1997). Po przejściu torysów do opozycji była członkinią gabinetu cieni Williama Hague'a jako minister zdrowia (1998–1999) i minister spraw wewnętrznych (1999–2001). W 2001 planowała ubiegać się o przywództwo w Partii Konserwatywnej, nie uzyskała jednak wymaganego do wystartowania w tych wyborach wsparcia ze strony parlamentarzystów tego ugrupowania. W 2010 nie ubiegała się o ponowny wybór do Izby Gmin.
Była członkinią Kościoła Anglii, w latach 90. konwertowała się na katolicyzm, motywując to sprzeciwem wobec dopuszczenia do ordynacji kobiet. W trakcie swojej aktywności poselskiej wypowiadała się m.in. za przywróceniem kary śmierci za najpoważniejsze zbrodnie oraz przeciwko dopuszczalności aborcji.
Zajęła się również pisarstwem, opublikowała powieści The Clematis Tree (2000), An Act of Treachery (2002), Father Figure (2005) i An Act of Peace (2005). W 2007 zagrała samą siebie w jednym z odcinków serialu Doktor Who. Zajęła się działalnością publicystyczną w ramach „Daily Express”, a także udzielała się jako prezenterka i uczestniczka produkcji telewizyjnych (m.in. prowadziła teleturniej Cleverdicks w Sky Atlantic). W 2010 wystąpiła w jednej z edycji programu tanecznego Strictly Come Dancing w parze z Antonem du Beke. W 2018 uczestniczyła w Celebrity Big Brother, zajmując w nim drugie miejsce.
W 2019 powróciła do aktywności politycznej jako kandydatka Brexit Party w wyborach europejskich. W tym samym roku z jej ramienia uzyskała mandat posłanki do Parlamentu Europejskiego IX kadencji.